# 마일스 (영화)
《마일스》(영어: Miles Ahead 마일스 어헤드[*])는 2015년 개봉된 미국의 전기 드라마 영화로, 재즈 음악인 마일스 데이비스의 삶과 작곡을 다루었다. 배우 돈 치들이 직접 연출했으며 그의 연출 데뷔작이다. 치들이 스티븐 베이글먼, 스티븐 J. 리블, 크리스토퍼 윌킨슨과 함께 각본을 썼고, 직접 마일스 데이비스 역을 연기했다. 이외에 치들, 에마야치 코리네알디, 이완 맥그리거 등이 출연했다. 원제인 마일스 어헤드(Miles Ahead)는 마일스 데이비스의 1957년 음반 《Miles Ahead》에서 제목을 따왔다.
치들 감독은 마일스 데이비스의 삶을 특정한 관점에 얽매이기 보다는 다각도로 접근하고자 했다. 데이비스의 전 생애를 아우르면서, 특히 1970년대에 활동하지 않고 마약 중독에 빠진 데이비스의 인생 역정을 다시 시작하려는 시도, 그를 프로파일링하고 싶어하는 기자(맥그리거)와의 허구적 모험, 전직 무용수(코리네알디)와의 곤란한 결혼생활 등을 그린다. 영화는 데이비스의 음악을 다루면서 그의 실제 녹음 장면을 비선형적으로 보여준다. 《Agharta》(1975년)을 시작으로 과거로 거슬러 올라가, 《Kind of Blue》 (1959년), 《Someday My Prince Will Come》 (1961년), 《Bitches Brew》 (1970년), 《We Want Miles》 (1981년)로 이어진다.
《마일스》는 2015년 10월 11일 뉴욕 영화제 폐막작으로 상영되었다. 비평가들로부터 대체로 긍정적인 평가를 받았는데, 평론가들은 일반적으로 치들의 방향과 성과에 대해 칭찬했지만 일부는 줄거리에 대해 비판적이었다. 5백만 달러 이상의 수익을 올렸다.

## 줄거리
많은 성과를 낸 경력 가운데, 1970년대 후반 5년 동안 마일스 데이비스(돈 치들)는 대중 앞에서 사라진다. 그는 고관절의 악화로 인한 만성적인 고통, 약물과 진통제에 의해 억제되고 마비된 음악적인 목소리, 그리고 과거에 대한 충격적인 기억들을 다루면서 고립된 생활을 하고 있다. 음악 리포터 데이브 브래든(이완 맥그리거)은 데이비스의 집에 강제로 들어가며, 그 다음 며칠 동안 두 남자는 자신도 모르게 이 뮤지션의 가장 최근 작곡을 녹음한 테이프를 되찾기 위한 모험을 시작한다.
데이비스의 호기심 어린 행동은 재능 있고 아름다운 댄서 프랜시스 테일러(에마야치 코리네알디)와의 9년 결혼(1959년~1968년)에 대한 기억에서 비롯된다. 그들의 로맨스와 그 이후의 결혼생활 동안, 프랜시스는 데이비스의 뮤즈로 활동했다. 이 기간 동안 그는 《Sketches of Spain》(1960년)와 《Someday My Prince Will Come》(1961년)을 포함한 그의 대표 음반을 발표했다. 그러나 이 결혼은 불륜과 학대로 얼룩졌고, 마일스의 정신적, 육체적 건강이 악화되면서 프랜시스는 자신의 안전을 위해 도망쳐야 했다. 1970년대 후반까지, 몇 년간의 후회와 상실에 시달리며, 데이비스는 그의 음악에서 구원을 찾을 때까지 자멸로 허덕인다.

## 출연진
- 돈 치들 - 마일스 데이비스 역
- 에마야치 코리네알디 - 프랜시스 테일러 역
- 이완 맥그리거 - 데이브 브랜든 역
- 마이클 스툴바그 - 하프 해밀턴 역
- 키스 스탠필드 - 스탠필드 역
- 오스틴 라이언 - 저스틴 역
- 제프리 글로버 - 길 에번스 역
- 조슈아 제센 - 빌 에번스 역
- 테론 브라운 - 허비 행콕 역
- JT 티그펜 - 폴 챔버스 역

## 발매 및 평가
2015년 8월 소니 픽처스 클래식스가 《마일스》의 배급권을 취득하였다. 2015년 10월 10일 뉴욕 영화제에서 초연되었다. 미국과 캐나다에서 260만 달러, 그 외 지역에서 250만 달러를 벌어들여 전 세계적으로 510만 달러를 벌어들였다.
비평가들은 《마일스》를 대체로 긍정적으로 평가했다. 메타크리틱은 상위 주류 출판물들의 리뷰를 바탕으로 0-100 범위의 평점을 할당했으며, 39개의 리뷰를 바탕으로 평균 64점을 계산했다. 2020년 6월 현재 영화 리뷰 사이트 로튼 토마토에서는 73%의 지지율을 기록하고 있다. 평균 6.41/10의 리뷰를 바탕으로, "이 파격적인 전기 영화는 비록 (마일스 데이비스라는) 불후의 음악가의 매력을 제대로 담아내지는 못했지만, 돈 치들 감독의 강렬한 연출을 지켜볼 가치가 있다"고 평했다. 씨네21의 장영엽 평론가는 "음악 활동보다 로맨스에 초점을 맞춘 중후반부가 아쉬우나, 데이비스의 한 시기에 대한 변증법적 고찰이 인상적인 작품"으로 평가했다.